# 廖冠皓
廖冠皓（1990年10月7日—），台灣男子羽毛球選手。畢業於臺北市立大學競技運動訓練研究所。

## 簡歷
2012年，廖冠皓出戰韓國羽毛球黃金大獎賽，分別與梁睿緯和簡毓瑾打進男雙和混雙四強，創下個人最佳的國際賽成績。
2013年7月，廖冠皓在美國黃金大獎賽與梁睿緯搭檔打進男雙決賽，最後以0比2（16-21、25-27）負於日本的嘉村健士/園田啟悟，屈居亞軍。
2016年8月22日，因戴資穎未穿羽協贊助球鞋遭懲處事件影響廖冠皓向民主進步黨立法委員黃國書陳情，將在2014年亞洲運動會羽毛球男子團體比賽奪得銅牌的國光獎金用以繳清罰款新臺幣30萬元。同年9月5日，臺灣土地銀行教練李謀周表示，廖冠皓當初因贊助商球衣問題被裁罰的新臺幣30萬元，在戴資穎未穿羽協贊助球鞋遭懲處事件後，中華民國羽球協會才開會討論，已確定會將罰款退還。

## 主要比賽成績
| 年份   | 賽事                   | 公開賽級別 | 項目     | 搭檔   | 成績   |
| ------ | ---------------------- | ---------- | -------- | ------ | ------ |
| 2011年 | 捷克羽毛球國際賽       | 國際挑戰賽 | 男子雙打 | 梁睿緯 | 準決賽 |
| 2011年 | 保加利亞羽毛球國際賽   | 國際挑戰賽 | 男子雙打 | 梁睿緯 | 冠軍   |
| 2012年 | 新加坡羽毛球國際系列賽 | 國際系列賽 | 男子雙打 | 梁睿緯 | 冠軍   |
| 2012年 | 韓國羽毛球黃金大獎賽   | 黃金大獎賽 | 男子雙打 | 梁睿緯 | 準決賽 |
| 2012年 | 韓國羽毛球黃金大獎賽   | 黃金大獎賽 | 混合雙打 | 簡毓瑾 | 準決賽 |
| 2013年 | 美國羽毛球黃金大獎賽   | 黃金大獎賽 | 男子雙打 | 梁睿緯 | 亞軍   |
| 2013年 | 東亞運動會羽毛球比賽   | 其他       | 男子團體 | －     | 銅牌   |
| 2013年 | 澳門羽毛球黃金大獎賽   | 黃金大獎賽 | 男子雙打 | 梁睿緯 | 準決賽 |
| 2013年 | 孟加拉羽毛球國際挑戰賽 | 國際挑戰賽 | 男子雙打 | 梁睿緯 | 冠軍   |
| 2014年 | 伊朗羽毛球國際挑戰賽   | 國際挑戰賽 | 男子雙打 | 梁睿緯 | 亞軍   |
| 2014年 | 奧地利羽毛球國際挑戰賽 | 國際挑戰賽 | 男子雙打 | 梁睿緯 | 亞軍   |
| 2014年 | 亞洲運動會羽毛球比賽   | 其他       | 男子團體 | －     | 銅牌   |
| 2016年 | 越南羽毛球國際挑戰賽   | 國際挑戰賽 | 男子雙打 | 呂佳彬 | 準決賽 |
| 2016年 | 印尼羽毛球國際挑戰賽   | 國際挑戰賽 | 男子雙打 | 呂佳彬 | 準決賽 |
| 2016年 | 蘇格蘭羽毛球大獎賽     | 大獎賽     | 男子雙打 | 呂佳彬 | 準決賽 |
| 2016年 | 威爾斯羽毛球國際賽     | 國際挑戰賽 | 男子雙打 | 呂佳彬 | 亞軍   |
| 2019年 | 雪梨羽毛球國際賽       | 國際系列賽 | 男子雙打 | 柏禮維 | 準決賽 |
| 2019年 | 愛爾蘭羽毛球公開賽     | 國際挑戰賽 | 男子雙打 | 柏禮維 | 準決賽 |

| 2007-2017年 | 首要超級賽 | 超級賽 | 黃金大獎賽 | 大獎賽 | 國際挑戰賽 | 國際系列賽 | 未來系列賽 | 其他 |

| 2018-2026年 | 總決賽 | 超級1000賽 | 超級750賽 | 超級500賽 | 超級300賽 | 超級100賽 | 國際挑戰賽 | 國際系列賽 | 未來系列賽 | 其他 |

### 奧運會和世錦賽參賽紀錄
|          | 搭檔   | 2014 | 2015 | 2016 | 2017 |
| -------- | ------ | ---- | ---- | ---- | ---- |
| 男子雙打 | 梁睿緯 | 48強 | －   | －   | －   |
| 男子雙打 | 呂佳彬 | －   | －   | －   | 32強 |